# Pristimantis ornatissimus
Pristimantis ornatissimus es una especie de anfibio anuro de la familia Craugastoridae.

## Distribución
Esta especie es endémica de la vertiente occidental de la Cordillera Occidental en Ecuador. Habita entre los 400 y 1800 m de altitud.

## Publicación original
- Despax, 1911 : Mission géodésique de l'Équateur. Collections recueilles par M. le Dr. Rivet. Batraciens anoures. Bulletin du Museum National d'Histoire Naturelle, Paris, vol. 17, p. 90-94[5]